# Нестеров, Александр (туркменский футболист)
Александр Нестеров (17 января 1978) — туркменский футболист, нападающий. Выступал за сборную Туркменистана.

## Биография
В конце 1990-х годов выступал в чемпионате Туркменистана за «Небитчи» (Балканабад), в сезоне 1998/99 со своим клубом занял четвёртое место. В 2000 году стал серебряным призёром чемпионата и вошёл в пятёрку лучших снайперов лиги с 11 голами. Также в 2000 году принимал участие в матчах азиатского Кубка Кубков. В 2001 году выступал за столичный «Копетдаг», с которым стал серебряным призёром чемпионата, а также обладателем Кубка страны. В 2002 году вернулся в «Небитчи», где провёл ещё два сезона — в сезоне 2002 года забил 5 голов, а его команда финишировала лишь пятой. В 2003 году разделил четвёртое место среди бомбардиров с 13 голами, а его клуб стал серебряным призёром чемпионата и завоевал национальный кубок. После 2003 года игрок не выступал на высоком уровне.
Сыграл один матч за национальную сборную Туркменистана — 8 октября 2000 года в товарищеской игре против Узбекистана (0:3) провёл на поле все 90 минут.